# پریکونودون
پریکونودون (نام علمی: Priconodon crassus) نام یک گونه از تیره برجسته‌خزندگان است.